# Babes
Babes es una sitcom estadounidense que sólo tuvo una temporada, emitida del 13 de septiembre de 1990 al 10 de agosto de 1991 en la cadena televisiva Fox. La serie fue producida por Dolly Parton y Sandy Gallin, fundadores de Sandollar Productions, para los estudios de Fox Network. Parton participó en el episodio #14, "Hello, Dolly", interpretándose a sí misma. 

## Descripción general
La serie sigue a un trío de hermanas con sobrepeso que enfrentan los desafíos del trabajo, las relaciones, la popularidad y formar una familia. Las damas también compartían un pequeño departamento de una habitación en la ciudad de Nueva York, lo que contribuyó a la fricción cómica.
Las hermanas Gilbert incluyen a Darlene (Susan Peretz), la mayor, que era peluquera canina y recientemente divorciada (su marido tuvo una aventura con su consejero de pérdida de peso); Charlene (Wendie Jo Sperber), la hermana mediana, que era maquilladora para un fotógrafo comercial y era la más activa de las tres; y Marlene (Lesley Boone), la hermana menor, ex cobradora de peajes (y más tarde actriz en un comercial de pantimedias y en una telenovela), que era vista como una soñadora con una personalidad ingenua pero confiada. También en el elenco estaba el novio de Charlene, Ronnie Underwood (Rick Overton), dueño de un restaurante.  Desapareció a mitad de temporada, lo que puso a las tres hermanas en el mercado de las citas. En ese momento, la casera de las niñas, Florence Newman (Nedra Volz), se convirtió en una habitual.
Los tres también tenían elementos físicos en su currículum y se evidenciaba en la mayoría de los episodios cada vez que algo molestaba a las hermanas. Entre los ejemplos notables: Charlene explotada con un vestido de helio, Darlene rompiendo un palo de hockey mientras asistía a un partido de los New York Rangers que la puso en libertad condicional y dándole un cabezazo a Ronnie sobre quién iba a pasar la noche en el apartamento, Marlene despertándose. las hermanas se levantaron con papas fritas después de que no la escucharon entrar, y las hermanas se unieron contra un mimo después de que él se burló de ellas.

## Elenco
- Wendie Jo Sperber como Charlene Gilbert
- Susan Peretz como Darlene Gilbert
- Lesley Boone como Marlene Gilbert
- Rick Overton como Ronnie Underwood
- Nedra Volz como la Sra. Florence Newman

## Episodios
| N.º | Título                                         | Dirigida por   | Escritar por                                                      | Fecha de emisión original | Cod. Prod. |
| --- | ---------------------------------------------- | -------------- | ----------------------------------------------------------------- | ------------------------- | ---------- |
| 1 | "Pilot"                                        | Michael Lessac | Tracey Jackson & Gail Parent                                      | 3 de septiembre de 1990   | 7E79       |
| La noche romántica de Charlene con Ronnie, y su vida de vivir sola, se arruina cuando Darlene se muda allí después de que su marido Wilbur tiene una aventura y Marlene pierde su trabajo como cobradora de peaje de la autopista de peaje de Nueva Jersey . Nota: Este episodio tuvo una apertura diferente; fue reemplazado después de su retransmisión. |                                                |                |                                                                   |                           |            |
| 2 | "Bend Me, Shape Me"                            | Michael Lessac | Rick Copp & David A. Goodman                                      | 20 de septiembre de 1990  | 7E01       |
| Charlene intenta que Darlene y Marlene sean conscientes de su peso después de mostrar un video de ejercicios, pero las dos no quieren opinar sobre la reacción cuando Charlene las incita a unirse a un gimnasio, lo que se hace realidad para Charlene después de que ella recibe la burla perjudicial después de unirse. Erica Yohn estrella invitada. Nota: a partir de este episodio, se utiliza una nueva apertura, que reemplaza la utilizada en el piloto. |                                                |                |                                                                   |                           |            |
| 3 | "Everything But Love"                          | Michael Lessac | David Silverman & Stephen Sustarsic                               | 27 de septiembre de1990   | 7E02       |
| En un esfuerzo por limpiar la vida amorosa de Darlene y dejar de pensar en Wilbur ( Brandon Maggart ), Charlene la lleva a un lugar improbable para conocer chicos: la lavandería del vecindario. La experiencia también le da a Darlene la oportunidad de limpiarse de sus 14 años de matrimonio después de darse cuenta de que Wilbur realmente no sabe nada sobre Darlene                                                                                      |                                                |                |                                                                   |                           |            |
| 4 | "The One Where Charlene Meets Ronnie's Mother" | Michael Lessac | Dennis Snee                                                       | 11 de octubre de 1990     | 7E04       |
| Las cosas no salen según lo planeado cuando Charlene conoce a la madre de Ronnie ( Dena Dietrich ). |                                                |                |                                                                   |                           |            |
| 5 | "Temper, Temper"                               | Michael Lessac | Cindy Begal & Lesa Kite                                           | 18 de octubre de 1990     | 7E03       |
| El temperamento de Darlene se convierte en un problema después de que Wilbur (Brandon Maggart) exige manutención conyugal. |                                                |                |                                                                   |                           |            |
| 6 | "No Regrets"                                   | Michael Lessac | Greg Phillips                                                     | 25 de octubre de 1990     | 7E05       |
| Las hermanas tienen una experiencia que les cambia la vida después de sobrevivir a un accidente casi fatal que casi las aplasta hasta la muerte. Jeff Corey y Gretchen Wyler son estrellas invitadas. |                                                |                |                                                                   |                           |            |
| 7 | "Dream Vacation"                               | Michael Lessac | Al Aidekman                                                       | 1 de noviembre de 1990    | 7E07       |
| En realidad, las chicas tendrán una pesadilla cuando visiten el "Club Cabo" en este episodio inspirado en Fantasy Island . César Romero es el protagonista invitado como el propietario del resort al estilo "Mr. Roarke". |                                                |                |                                                                   |                           |            |
| 8 | "Marlene's Problem"                            | Michael Lessac | Lesa Kite & Cindy Begel                                           | 8 de noviembre de 1990    | 7E06       |
| Después de la interferencia de Charlene que resulta en la pérdida de su trabajo como "La chica de las mangueras fuertes", Marlene consigue un trabajo en una telenovela. Mientras tanto, Darlene cuida a un cachorro que realmente la persigue. Matt McCoy es la estrella invitada. |                                                |                |                                                                   |                           |            |
| 9 | "The Thanksgiving Show"                        | Michael Lessac | Story by : Jordan Moffet & Jeff Stein Teleplay by : Jordan Moffet | 22 de noviembre de 1990   | 7E08       |
| Después de prometer que no comerían nada el Día de Acción de Gracias, los Gilbert conocen a un vagabundo (interpretado por Baby D) y le prometen que le servirían una cena de Acción de Gracias. |                                                |                |                                                                   |                           |            |
| 10 | "Ribs"                                         | Don Corvan     | Jeff Stein                                                        | 6 de diciembre de 1990    | 7E09       |
| Las chicas ayudan a Ronnie a cuidar su restaurante mientras él está de vacaciones. Es lo que sucede después, cuando él regresa, lo que cambiará la vida de Charlene para siempre. Nota: Esta será la última aparición de Rick Overton en la serie como personaje habitual. |                                                |                |                                                                   |                           |            |
| 11 | "Rent Strike"                                  | Howard Murray  | David Silverman & Stephen Sustarsic                               | 20 de diciembre de 1990   | 7E10       |
| Las chicas organizan una huelga de alquileres para que el propietario ( Tracey Walter ) haga las reparaciones en el edificio, solo para descubrir que transfirió la propiedad del edificio a los inquilinos , lo que significa que los Gilbert ahora tienen que lidiar con sus propios problemas domésticos. . Nota: Esta será la primera aparición de Nerda Volz en la serie como personaje regular.                                                             |                                                |                |                                                                   |                           |            |
| 12 | "Most Likely to Succeed"                       | Don Corvan     | Lesa Kite & Cindy Begel                                           | 10 de enero de 1991       | 7E12       |
| En un esfuerzo por demostrar que ha logrado todo lo que dijo que haría después de graduarse de la escuela secundaria, Charlene lo hace a tiempo para su reunión de la escuela secundaria. |                                                |                |                                                                   |                           |            |
| 13 | "All Bummed Out"                               | Howard Murray  | David Silverman & Stephen Sustarsic                               | 24 de enero de 1991       | 7E14       |
| Para la Cuaresma, Charlene dice que implica sacrificio, por lo que las chicas consiguen que un vagabundo ( William Windom ) se limpie y éste consigue un trabajo. Sin embargo, cuando les da la espalda, las chicas sienten que les debe al menos algo de gratitud. |                                                |                |                                                                   |                           |            |
| 14 | "Babes, Lies & Videotape"                      | Howard Murray  | Dava Savel                                                        | 31 de enero de 1991       | 7E11       |
| Las cosas realmente se están cocinando para los Gilbert cuando Marlene, Darlene y Charlene intentan brindar la oportunidad de enamorar a un chef para el que Marlene estaba grabando un video de citas. Wolfgang Puck es la estrella invitada. |                                                |                |                                                                   |                           |            |
| 15 | "Hello, Dolly"                                 | Howard Murray  | Rick Copp & David A. Goodman                                      | 7 de febrero de 1991      | 7E13       |
| Charlene consigue un trabajo como maquilladora de Dolly Parton , lo que llega al mismo tiempo que una serie de rumores sobre la cantante llegan a los tabloides. Lucy Lee Flippin es la estrella invitada. |                                                |                |                                                                   |                           |            |
| 16 | "Babes in Boyland"                             | Howard Murray  | Dava Savel                                                        | 14 de febrero de 1991     | 7E15       |
| Se va a Alaska mientras Charlene y Marlene exploran la última frontera para los hombres solteros. Mientras tanto, de vuelta en Nueva York, un chico soltero de Alaska visita a Darlene. |                                                |                |                                                                   |                           |            |
| 17 | "Mom"                                          | Howard Murray  | Chuck Upton                                                       | 21 de febrero de 1991     | 7E16       |
| La madre de los Gilbert ( Barbara Barrie ) los visita, y no todo es agradable para la familia cuando comienza a mimarlos y a culpar a Charlene por rechazarla. |                                                |                |                                                                   |                           |            |
| 18 | "The Last Temptation of Marlene"               | Art Dielhenn   | Rick Copp & David A. Goodman                                      | 4 de marzo de 1991        | 7E17       |
| Justo cuando Marlene comienza a hacer la promesa de dejar las citas, conoce a un tipo poco común (Steve Witting) en una tienda de discos de música punk. |                                                |                |                                                                   |                           |            |
| 19 | "The House of Gilbert"                         | Art Dielhenn   | Chuck Distler                                                     | 28 de marzo de 1991       | 7E18       |
| Un episodio inspirado en House of Style en el que los Gilbert se convierten en diseñadores de moda después de que una tienda departamental se da cuenta de los diseños únicos de Charlene. Pero pronto descubrirán que su nueva empresa no está tan de moda como imaginaban. Leslie Jordan y Susan Kellerman son estrellas invitadas. |                                                |                |                                                                   |                           |            |
| 20 | "Not Married...with Children"                  | Rob Schiller   | Suzanne Kay                                                       | 5 de abril de 1991        | 7E19       |
| Después de ser puesta en libertad condicional por causar un incidente en un juego de los New York Rangers , Darlene, que odia a los niños, se toma tan en serio su trabajo de servicio comunitario como maestra para un grupo de niños que ahora quiere tener hijos. |                                                |                |                                                                   |                           |            |
| 21 | "11 Angry Men and Charlene"                    | Howard Murray  | David Silverman & Stephen Sustarsic                               | 2 de mayo de 1991         | 7E20       |
| Charlene se enamora de un compañero del jurado ( Christopher Rich ) mientras ella está de servicio como jurado. Sal Viscuso es la estrella invitada. |                                                |                |                                                                   |                           |            |
| 22 | "Three's a Crowd"                              | Howard Murray  | Rick Copp & David A. Goodman                                      | 9 de mayo de 1991         | 7E21       |
| Hartas de vivir en un apartamento de una habitación, las hermanas buscan un espacio más grande. Pero las tensiones pueden obligar al trío a distraerse por su cuenta. |                                                |                |                                                                   |                           |            |

## Emisiones internacionales
- La serie también se emitió en Francia con el título Jamais Deux Sans Trois (Nunca dos sin tres).
- En Israel, el programa se tituló Nashim Gdolot ( Mujeres grandes ).